# Teseo

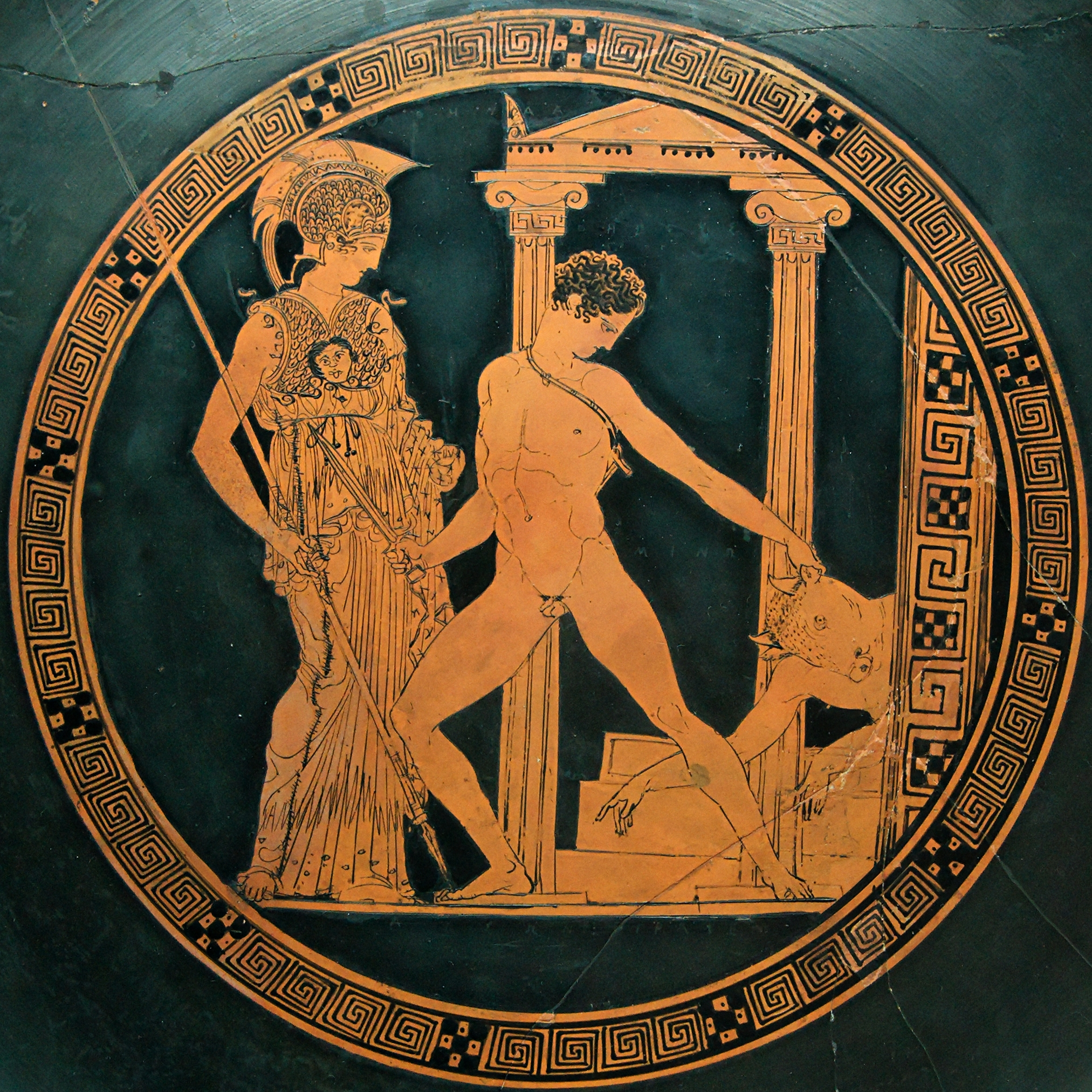
Copa de Aisón, del s. V a. C., conservada en el M.A.N., de Madrid: Teseo vence al Minotauro en presencia de Atenea.

En la mitología griega, Teseo (en griego antiguo, Θησεύς Theseús 'el que funda') es un héroe y rey de Atenas, hijo de Etra y Egeo, aunque según otra tradición su padre fue Poseidón, el dios del mar.
Teseo fue el héroe fundador de Atenas, como Perseo o Cadmo lo fueron para otras ciudades estado de la Antigüedad. Sus peripecias se narran en la Vida de Teseo, de Plutarco, basada en otros escritos más antiguos. Su mito se recrea también en obras posteriores. Por ejemplo, es uno de los personajes principales de El sueño de una noche de verano y Los dos nobles caballeros, de William Shakespeare.

## Origen y juventud de Teseo
De Teseo, el linaje paterno remonta hasta Erecteo y los primitivos autóctonos; por el de su madre, era Pelópida. En verdad, Pélope fue el más influyente de los reyes del Peloponeso. Uno de sus hijos fue Piteo, el abuelo de Teseo que, fundó una ciudad no grande, la de los trecenios. La hermana de Teseo era Clímene, hija de Hipalces y Etra.

A Egeo, que deseaba hijos, la Pitia cuentan que le reveló el tan conocido oráculo por el que le prohibía acostarse con mujer alguna antes de su llegada a Atenas, pero sin indicar esto, al parecer, con claridad absoluta. Por ello, se dirigió a Trecén y allí compartió con Piteo las palabras del dios que así eran: 
«Del odre el saliente pie, ¡con mucho el mejor de los hombres!, no desates antes de arribar al pueblo de Atenas». 
No entendió al oráculo, pero Piteo, rey de Trecén y padre de Etra, sí lo entendió. El oráculo había querido decir que si llegaba a Atenas sin haber hecho el amor, la primera mujer con la que yaciera tendría un heredero suyo. Como Piteo deseaba que su hija diera a luz al heredero del trono ateniense, emborrachó a Egeo, y así consiguió que fecundara a Etra.
En la noche en que quedó embarazada, se creía que también Poseidón la había poseído. El dios la sorprendió en la isla de Esferia, a donde había ido, debido a un sueño, con el propósito de ofrecer libaciones sobre la tumba de Esfero. Etra dedicó por ello en la isla un templo a Atenea Apaturia y llamó a la isla Hiera en lugar de Esferia, introduciendo también entre las doncellas de Trecén la costumbre de dedicar sus zónulas (fajas) a Atenea Apaturia en el día de su matrimonio. Durante el tiempo anterior Etra mantenía oculto el verdadero origen de Teseo, y existía el rumor, corrido por Piteo, de que era hijo de Poseidón. Pues a Posidón principalmente veneran los trecenios. Unos afirman que recibió el nombre de Teseo por la exposición de los objetos de reconocimiento, pero otros que más tarde, en Atenas, cuando Egeo lo adoptó como hijo. Criado a cargo de Piteo, tuvo un preceptor y pedagogo llamado Cónidas.
Tras la concepción de Teseo, Egeo decidió, por temor a los Palántidas —sus sobrinos, quienes querían el trono—, que su hijo no pasara la niñez con él y escondió su espada y sus sandalias bajo una roca que el niño no debía mover hasta que fuera lo suficientemente fuerte. Así, la infancia de Teseo transcurrió en compañía de su madre y su abuelo en la ciudad de Trecén. Como era costumbre ya entonces que los que salían de la infancia fueran a Delfos y ofrendaran al dios sus cabellos, fue Teseo a Delfos (de él un lugar dicen que todavía hoy se llama la Tesea) y se los cortó solamente por la parte anterior de la cabeza, igual que Homero dijo de los abantes. Este estilo de corte se llama teseide por su causa.
Cuando cumplió los dieciséis años su madre le reveló el secreto de su paternidad. Mas cuando, ya adolescente, además del vigor de su cuerpo, daba muestras de valentía y de un talante asegurado con su buen juicio e inteligencia, entonces Etra lo condujo hasta la roca y, tras revelarle la verdad sobre su origen, le ordenó sacar de debajo los símbolos de su padre y navegar hacia Atenas. En la roca, se metió debajo y fácilmente la levantó, pero a navegar se negó, pese a que había seguridad y se lo rogaban el abuelo y la madre; pues era arriesgado recorrer a pie el trayecto hasta Atenas, ya que no contaba con ningún tramo limpio y sin peligro, por causa de ladrones y malhechores.

## Lostrabajosde Teseo
Piteo le describió a su nieto cómo eran y qué hacían con los extranjeros, trataba de convencer a Teseo para que hiciera el viaje por mar. Pero a éste, desde hacía tiempo, al parecer, le quemaba en secreto la fama de la virtud de Heracles. Casi siempre estaba hablando de aquél y era el más entusiasta oyente de quienes contaban de él cómo era. Se daba el caso de que, además, Piteo era hermano de Lisídice, la abuela materna de Heracles, por lo que Teseo y Heracles eran la misma generación y tenían la misma sangre. Estos son los seis trabajos de Teseo:
- Primeramente, en Epidauro, Teseo experimentó su valor con el gigante Perifetes o Peripetes hijo de Hefesto y Anticlea, o bien de Poseidón. Teseo lo mató con la fuerza de las armas. Peripetes era un salteador de caminos que, a pesar de que era cojo, dominaba a la perfección una enorme maza de bronce con la que mataba a los viajeros: la misma maza que tan útil le sería a Teseo en el futuro, pues se quedó con ella tras darle muerte. Debido a su maza Peripetes fue apodado Corinetes, de korýnes, maza.[12][13]

- En segundo lugar llegó al istmo de Corinto. Otro de los bandidos a que debió enfrentarse en su trayecto fue Sinis, hijo de Polipemón y Silea, hija de Corinto. Sinis era apodado por todo el istmo como Pitiocamptes o Pitiocantes («doblador de pinos»): tenía una manera peculiar de deshacerse de sus presas, pues doblaba dos pinos próximos, ataba las copas entre sí y un brazo de su víctima a cada una de ellas. Luego soltaba los árboles, que al enderezarse violentamente desgarraban el cuerpo del desgraciado. Teseo, después de acabar con Sinis de la misma manera en que él asesinaba a sus víctimas, mantuvo relaciones con su hija Perigune, de quien tuvo un hijo: Melanipo.[13][14]

- En tercer lugar mató a la cerda de Cromión, que llamaban Faya, no era fiera de poco cuidado, sino agresiva y difícil de vencer. A esta, al margen de su camino, para que no pareciera que lo hacía todo por obligación, Teseo la redujo y le dio muerte; y, a la vez, porque pensaba que a los hombres malvados el noble debe atacarlos en propia defensa, mientras que de las fieras, incluso provocándolas, debe luchar con las más feroces y correr peligro.[15] Incluso algunos dicen que el animal era una bestia hija de Equidna y Tifón y que Faya era el nombre de su anciana porqueriza.[16]
- En cuarto lugar llegó a la zona de los acantilados de Megara. Le tocó enfrentarse a Escirón el corintio, hijo de Pélope o según algunos de Poseidón. Escirón dominaba las rocas llamadas por él Escironias. Dicen que atracaba a los transeúntes, o bien con insolencia y presunción presentaba primero sus dos pies a los extranjeros y les obligaba a lavárselos y, luego, mientras le lavaban, les daba un puntapié y los arrojaba al mar. En el abismo servían como alimento de una enorme tortuga. Teseo, agarrándolo de los pies, lo arrojó a él también al mar.[17][18]

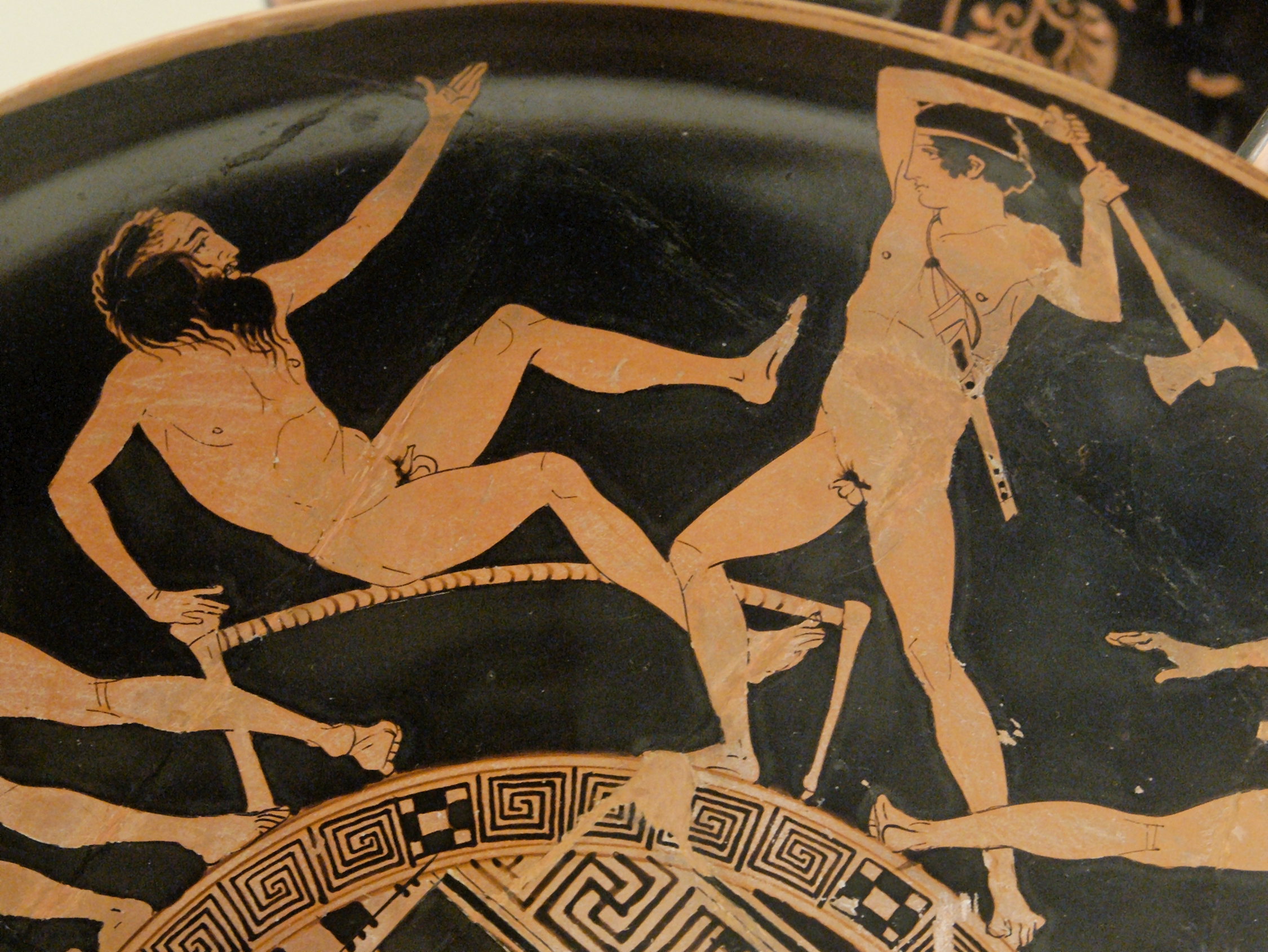
Teseo mata a Procusto (kílix del, Museo Británico).

- En quinto lugar llegó a Eleusis, donde un bandido llamado Cerción retaba a los viajeros a luchar contra él en un duelo desigual y nadie lo vencía. Solo Teseo lo hizo, levantándolo y arrojándolo mortalmente contra el suelo. Unos dicen que Cerción era hijo de Hefesto y otros que de Branco y de la ninfa Argíope.[19][20]

- En sexto lugar llegó a Eríneo. Allí vivía otro gigante, Procustes (también Damastes o Polipemón), un hijo de Poseidón. Procustes era un posadero bandido que tenía el hábito de ofrecer a los viajeros un lecho especial. Primero los seducía, los ataba a la cama y amordazaba; en ella daba entonces comienzo a una atroz tortura. A los altos los metía en una cama pequeña y les cortaba las piernas y cabeza que sobraban; a los más pequeños los metía en una cama grande y les estiraba los brazos y piernas con cuerdas y a martillazos. Teseo lo mató de la misma forma en que él mató a sus víctimas: lo sedujo con juegos, lo ató y amordazó en la cama más pequeña, dada su altura. Luego lo torturó con el martillo, le cortó los pies y finalmente la cabeza.[21][20]

Continuando su marcha y tras llegar a orillas del Cefiso, hombres del linaje de los Fitálidas, saliéndole al encuentro, fueron los primeros en dirigirle el saludo, y como les pidiera ser purificado, después de lavarle según los ritos y de ofrecer sacrificios expiatorios, le dieron hospitalidad en su casa, no habiéndole salido antes nadie al paso, en su viaje, con sentimientos humanitarios.

## En Atenas

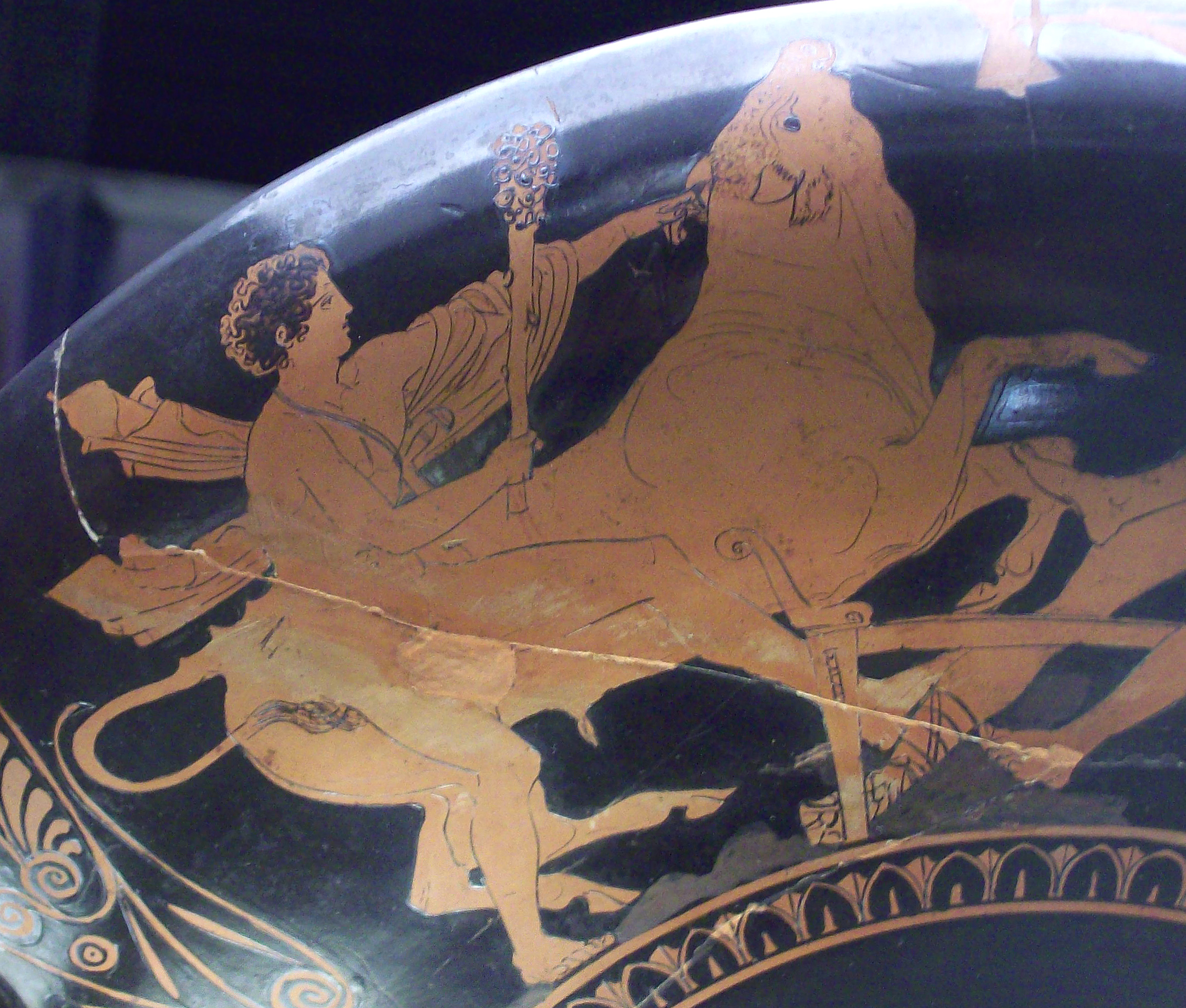
Teseo captura al Toro de Maratón (Copa de Aisón, siglo V a. C., M.A.N., Madrid)

El día ocho del mes hecatombeón se dice Teseo por fin llegó a Atenas. Y al llegar a la ciudad, encontró el Estado sumido en la confusión y la discordia, y los intereses de Egeo en situación delicada. Medea, cuando huyó de Corinto, bajo pretexto de librar a Egeo con fármacos de la falta de hijos, vivía con él. Advertida ella acerca de Teseo, y como Egeo no sabía nada, era viejo y estaba asustado de todo por el estado de revuelta, lo persuadió para que, invitando al extranjero, lo matara con sus venenos. Vino, por tanto, Teseo al banquete y no tenía resuelto descubrir al principio su identidad, sino que con el propósito de ofrecer un motivo de reconocimiento, cuando se pusieron las viandas, sacando la espada para cortarlas con ésta, se la mostró a aquél. Se percató al punto Egeo y dejó caer la copa del veneno; e interrogando al hijo, lo abrazó, se lo llevó con él y lo presentó a los ciudadanos, que lo aceptaron con gusto por su valentía. Teseo, enterado de la maquinación de Medea, la expulsó, e incluso algunos dicen que Medea se había casado por Egeo y le había alumbrado un hijo, Medo.
Teseo, en su afán por realizar empresas y, al mismo tiempo, también para granjearse el favor del pueblo, salió contra el toro de Maratón, que no pocas fatigas proporcionaba a los habitantes de Tetrápolis, y tras reducirlo, lo exhibió arrastrándolo vivo por la ciudad y, luego, lo sacrificó a Apolo Delfinio. Cuando se acercaba a Maratón, Teseo había sido recibido hospitalariamente por una solterona vieja y pobre llamada Hecalé, quien prometió un carnero a Zeus si él volvía ileso. Reunidos en Hécale los demos de alrededor, hacían sacrificios en honor de Zeus Hecaleo y daban culto a Hécale dirigiéndose a ella con el diminutivo Hecáline, porque también aquella, cuando dio hospitalidad a Teseo, que era bastante joven, lo besó al modo de las viejas y le mostraba su cariño con tales diminutivos.
Teseo fue reconocido oficialmente como hijo y sucesor del rey, lo que provocó la rebelión de los hijos de Palante (hermano de Egeo), los Palántidas, ya que uno de ellos habría sido el sucesor en caso de que Egeo no hubiera tenido descendencia. Teseo, haciendo alarde de su astucia militar, consiguió acorralar a sus adversarios y dar muerte a gran parte de ellos, y los restantes se dieron a la fuga. Teseo fue aclamado por todos los atenienses y reconocido como futuro rey.

## Viaje de Teseo a la isla de Creta

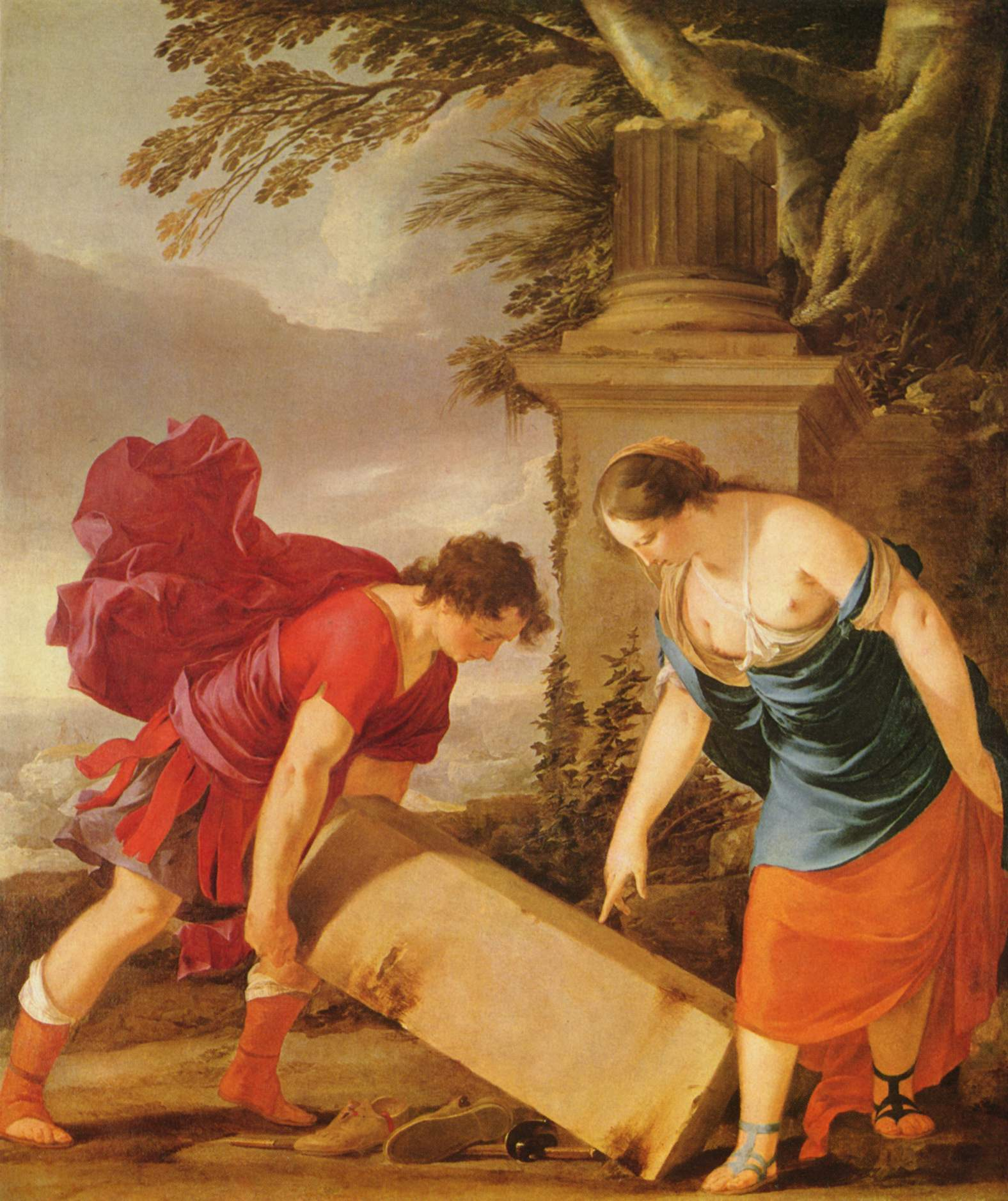
Teseo y Etra, por Laurent de La Hyre.

Atenas debía enviar un tributo al rey Minos de Creta que consistía en el sacrificio de siete doncellas y siete jóvenes que serían devorados por el monstruo Minotauro, una condición impuesta tras la expedición militar de Minos contra Atenas para vengar la muerte de Androgeo. Teseo se presentó voluntariamente en el tercer envío ante su padre para que le permitiera ser parte de la ofrenda y lo dejara acompañar a las víctimas para poder enfrentarse al Minotauro. Las víctimas eran elegidas por sorteo, pero según Helánico el propio Minos acudía a Atenas para escogerlas, y así es como fue elegido Teseo.
Las naves en que iban a viajar las personas ofrendadas llevaban velas negras como señal de luto, pero Egeo pidió a Teseo que, si regresaba vencedor, no olvidase cambiarlas por velas blancas, para que supiera, aún antes de que llegase a puerto, que estaba vivo. Teseo se lo prometió. Según Simónides, no era blanca la entregada por  Egeo, sino «una purpúrea vela tintada con la jugosa flor de la muy florida encina». Y que esto se acordó como señal de su salvación. Mandaba la nave el Amarsíada Fereclo. Filócoro afirma que en casa de Esciro de Salamina, tomó Teseo como comandante a Nausítoo y como jefe de proa a Feacio, ya que, entonces, los atenienses todavía no se dedicaban al mar.
Durante la travesía Minos, que iba también en la expedición, se enamoró de una joven llamada Eribea o Peribea, una hija de Alcátoo, rey de Megara, que también pagaba tributo a Minos. Teseo y Peribea estaban prometidos y Alcátoo los envió a los dos juntos. Minos quiso unirse a ella por la fuerza y Teseo se le opuso. En la consiguiente disputa Minos indicó a Teseo su filiación divina, y obtuvo de su padre Zeus truenos y relámpagos. Teseo replicó que él también tenía filiación divina, puesto que en realidad era hijo de Poseidón. Para probar esta filiación, Teseo tuvo que tirarse al agua y encontrar un anillo de oro que el rey Minos había arrojado al mar. Teseo, en el mar, fue conducido por delfines a presencia de Anfítrite, esposa de Poseidón, que le dio el anillo y una corona.

## Teseo y el Minotauro

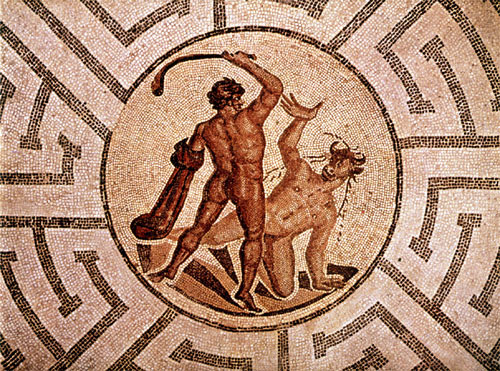
Mosaico de Teseo luchando contra el Minotauro.. Museo Universidad de Friburgo, Suiza,

Al llegar a Creta, la princesa Ariadna se enamoró de Teseo y le propuso ayuda para derrotar a su hermano —el Minotauro— a cambio de que se la llevara con él de vuelta a Atenas y la convirtiera en su esposa. Teseo aceptó. 
La ayuda de Ariadna consistió en dar a Teseo un ovillo de hilo que este ató por uno de los extremos a la puerta del laberinto. Otra versión indica que la ayuda de Ariadna consistió en una corona que emitía un resplandor y que le había dado Dioniso como regalo de boda, o bien que podría ser la misma corona que le había regalado Anfítrite durante el viaje a Creta.
Así Teseo entró en el laberinto hasta encontrarse con el Minotauro, al que dio muerte a puñetazos o atravesándolo con una espada. A continuación recogió el hilo y así pudo salir del laberinto e inmediatamente, acompañado por el resto de atenienses y por Ariadna, embarcó de vuelta a Atenas, tras hundir los barcos cretenses para impedir una posible persecución.

## Vuelta a Atenas
Durante el viaje de vuelta Teseo decidió desembarcar en la isla de Naxos o en otra isla llamada Día, y de allí volvió a partir sin la presencia de Ariadna. El motivo de este abandono es controvertido: algunas versiones señalan que Teseo la abandonó por su propia voluntad, otros dicen que fue por orden de los dioses para que esta pudiera casarse con Dioniso.
Al divisar la galera desde el puerto de El Pireo en Atenas, el rey Egeo vio las velas negras —puesto que Teseo había olvidado cambiarlas por velas blancas— y, creyendo que su hijo había muerto, se suicidó lanzándose al mar, que a partir de entonces recibió el nombre de mar Egeo.
Teseo, a continuación, heredó el trono de Atenas y años después se casaría con una hermana de Ariadna llamada Fedra.

## Las amazonas
Después de que Heracles obtuviese en uno de sus doce trabajos el cinturón de la amazona Hipólita, Teseo, que participó en la expedición, secuestró a una amazona llamada Antíope, o bien Melanipa, o bien Hipólita. Las amazonas atacaron entonces Atenas para rescatar a la raptada, pero fueron derrotadas por los atenienses, muriendo en algunas versiones la amazona raptada durante el ataque.
Teseo se casó con Antíope, Melanipa o Hipólita y tuvo un hijo llamado Hipólito. Pero después terminaría casándose con Fedra, tras haber abandonado a su anterior esposa. En la versión en que Teseo está casado con Hipólita y la abandona, esta intenta vengarse llevando a las amazonas a la boda de Teseo y Fedra con la intención de matar a todos, aunque fracasa al ser asesinada por los invitados de Teseo.

## Hipólito
Hipólito, el hijo que Teseo había tenido con la amazona, se distinguía por su pasión por la caza y las artes violentas. Veneraba a Artemisa, diosa virgen de la caza, y en cambio detestaba a la diosa del amor Afrodita. La diosa, ofendida por el desprecio del chico, suscitó una terrible pasión por el mismo en el corazón de Fedra, que se había convertido en esposa de Teseo y por lo tanto madrastra de Hipólito. Estando Teseo ausente, Fedra se ofreció al casto joven, pero este la despreció. La mujer, despechada, se ahorcó dejando una nota inculpatoria en la que decía que Hipólito había tratado de violarla. Al regresar Teseo y ver la falsa acusación contra su hijo, creyó en ella y clamó venganza a Poseidón, que envió a Hipólito un toro que brotó del mar mientras este cabalgaba en su carro; el carro volcó e Hipólito fue arrastrado por sus propios caballos.
En algunas versiones fue en este momento cuando Fedra se suicidó, al ver el mal que había causado.

## Teseo y Pirítoo

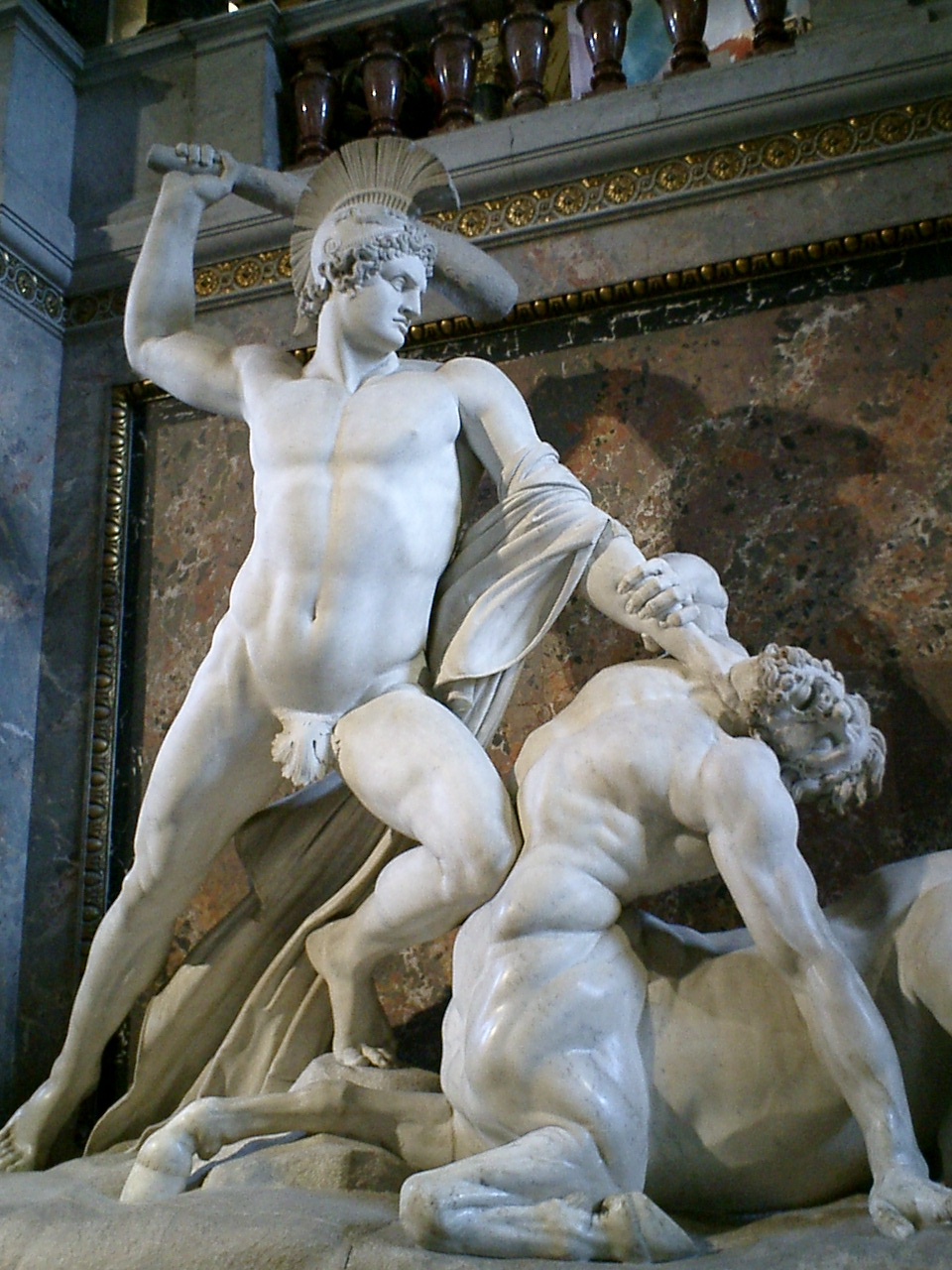
Teseo y el Centauro, obra de Antonio Canova, se conserva en el Kunsthistorisches Museum de Viena.

Pirítoo había oído hablar de la fama de Teseo y para comprobarla robó ganado que pertenecía a este último. Cuando Teseo lo persiguió, Pirítoo estaba dispuesto a enfrentarse a él, pero antes surgió entre ellos una admiración mutua que les hizo jurarse amistad eterna. 
Teseo y Pirítoo fueron amigos inseparables y participaron juntos en hazañas bélicas de su época: se embarcaron en la expedición de los Argonautas para conquistar el Vellocino de oro y tomaron parte en la caza del jabalí de Calidón; también estuvieron en la lucha de los lápitas contra los centauros, que tuvo lugar en la boda de Pirítoo, cuando los ebrios centauros decidieron raptar a las mujeres.
Decidieron casarse cada uno con una hija de Zeus: Teseo con Helena, que aún era una niña, y Pirítoo con Perséfone. Primero raptaron a Helena y la dejaron bajo la custodia de Etra, y luego decidieron bajar al inframundo en busca de Perséfone. Pero el dios Hades les tendió una trampa: les invitó a un banquete y, una vez que los tuvo sentados a la mesa, los dejó adheridos a los asientos. Cuando Heracles, en su duodécimo trabajo, fue en busca de Cerbero, estando en el Hades, los encontró encadenados. Al ver a Heracles, tendieron sus manos hacia él, como si fuesen a ser resucitados gracias a la fuerza de este. A Teseo, agarrándolo de la mano, logró alzarlo, pero tuvo que abandonar a Pirítoo ya que, al intentar levantarlo, tembló la tierra, por lo que este se quedó para siempre en el inframundo.
Mientras Teseo estaba en el Hades, los Dioscuros, hermanos de Helena, liberaron a su hermana, se llevaron a Etra (la madre de Teseo) como esclava, hicieron huir a Demofonte y Acamante y pusieron en el trono de Atenas a Menesteo.

## Amoríos y descendencia
De acuerdo a Ateneo, Istro, en el libro decimocuarto de los asuntos de Atenas, da un catálogo de aquellas mujeres que se convirtieron en esposas de Teseo; dice que algunas de ellas lo fueron por amor, que algunas fueron raptadas por la fuerza, y otras se casaron en matrimonio legal. Helena, Ariadna, Hipólita y las hijas de Cerción [Álope] y Sinis [Perigune] fueron raptadas por la fuerza; y Melibea, la madre de Áyax, se casó legalmente con Teseo. Y Hesíodo dice que también se casó con Hipe y Egla; a causa de las cuales rompió los juramentos que había hecho a Ariadna, según nos cuenta Cércope de Mileto. Y Ferécides añade a Ferebea. Y antes de violar a Helena, también se había llevado a Anaxo de Trecén; y después de Hipólita también tuvo a Fedra.
Plutarco da una lista similar. Nos advierte que existen otras historias distintas sobre casamientos de Teseo, que han escapado a la escena y que no cuentan con nobles principios ni felices desenlaces. Se dice, en efecto, que raptó a cierta Anaxo, una trecenia, y que, tras matar a Sinis y Cerción, violó a sus hijas. Se casó también con Peribea, la madre de Ayante y, además, con Ferebea e Íope la de Ificles, y por el amor de Egla la de Panopeo, como ya se ha dicho, le echan en cara que el abandono de Ariadna no fue decente ni correcto. Mas, por encima de todos, el rapto de Helena inundó de guerra el Ática, y a él le abocó al destierro y la muerte.
En la Teseida se dice que Antíope atacó a Teseo cuando se casó con Fedra y que sus compañeras amazonas la defendieron y Heracles mató a las amazonas. Antes de morir Antíope alumbró a Hipólito o, como dice Píndaro, a Demofonte. Según algunos, Ariadna tuvo de Teseo a Enopión y Estáfilo entre ellos también se incluye Ion de Quíos. Teseo abandonó a Ariadna estando ella todavía embarazada. Celebrada especialmente en la tragedia. Fedra, después de haber engendrado con Teseo dos hijos, Acamante y Demofonte, se enamoró del hijo de la amazona, esto es, de Hipólito, y le pidió que se uniese a ella. Los argivos dicen que Ifigenia era hija de Teseo y Helena. Otros creen que Teseo no raptó a Hipólita sino a la amazona Melanipe; sea como fuere con la amazona Teseo engendró a Hipólito. En cuanto a Perigune, la hija de Sinis, Teseo continuaba llamándola y daba fe de que cuidaría bien de ella y no la iba a maltratar, salió, y de su unión con Teseo dio a luz a Melanipo.
A Teseo también se le asocian varios mitos de amoríos con varones. Crisipo, el hijo de Pélope, era uno de los efebos más bellos e incluso Teseo lo raptó durante los Juegos Nemeos. Se dice que Hermes también amó a Teseo y lo mismo sucedió con Minos y con Pirítoo.

## Muerte
Después de ser rescatado por Heracles del inframundo volvió a Atenas, pero fue expulsado de allí por Menesteo y decidió establecerse en Esciro, donde además tenía posesiones. 
Los habitantes de Esciro lo recibieron aclamándolo, por lo cual, pese al esfuerzo de Zeus por cuidar de él, Licomedes, rey de la isla, decidió darle muerte. Para ello, hizo que se despeñara desde lo alto de un precipicio. En otras versiones, la muerte de Teseo fue un accidente.[cita requerida]
Se dice que un oráculo había ordenado en el año 476 a. C. llevar los huesos de Teseo desde la isla a Atenas. En efecto, los supuestos huesos fueron llevados a Atenas por Cimón y guardados en el Teseion.

## Enlaces externos

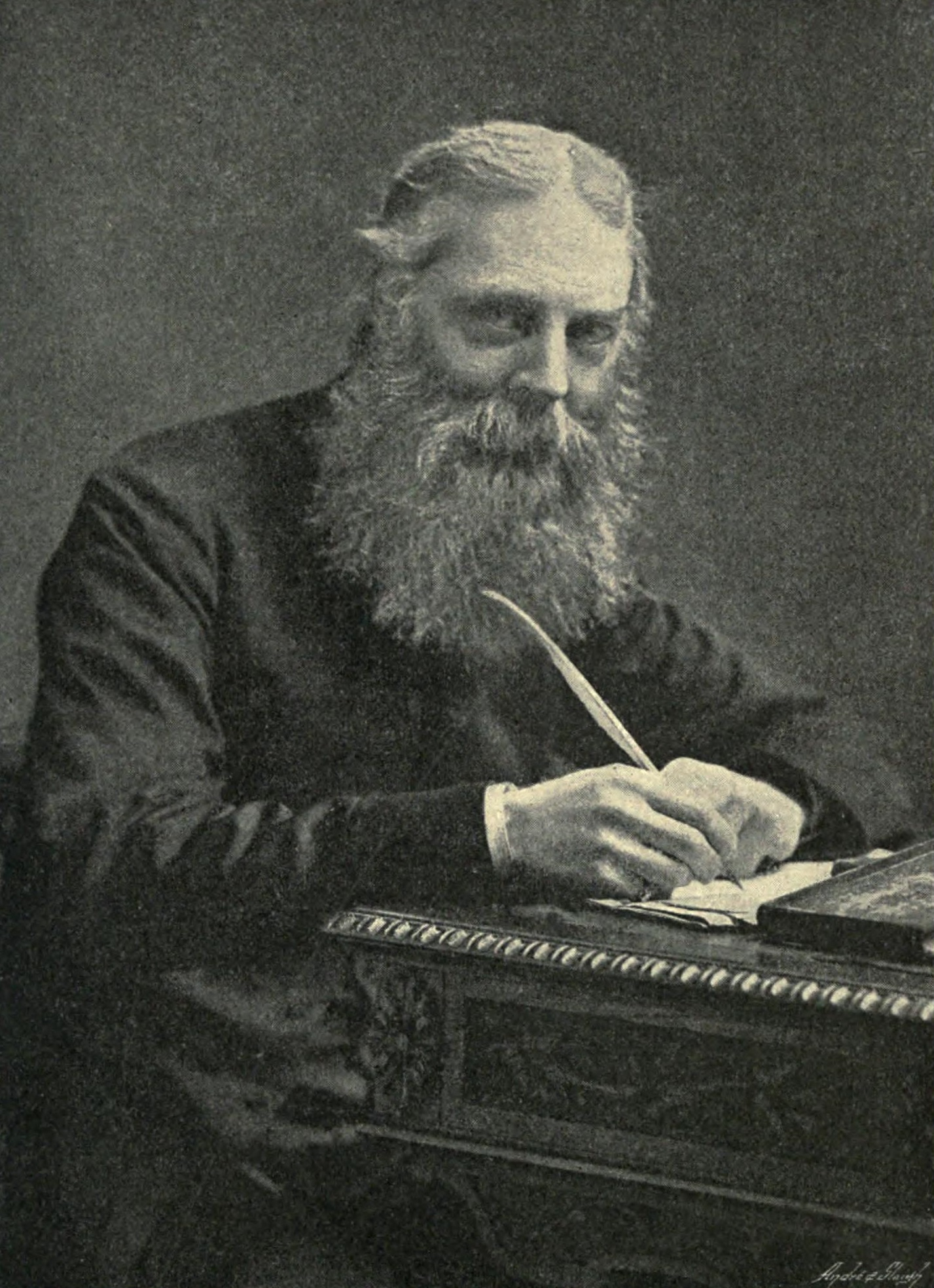
Retrato de W. W. Skeat (1895 o antes).